# Seznam čeških matematikov
Seznam čeških matematikov.

## A
- Moritz D. Allé
- Josef Adolf Auspitz

## B
- Ivo M. Babuška (1926 – 2023) (češko-ameriški)
- (Václav Benda 1946 – 1999)
- Václav Edvard Beneš (1931 –)
- Jan Beran (1959 –)
- Jan Bílek (1907 - 1972)
- Bernard Bolzano (1781 – 1848)
- Otakar Borůvka (1899 – 1995)

## C
- Václav Chvátal (1946 –) (češko-kanadski)

## Č
- Eduard Čech (1893 – 1960)

## D
- Zdenko F. Daneš (1920 – 2023)
- Josip Salomon Delmedigo?

## H
- Jaroslav Hájek (1926 – 1974)
- Dagmar Havlová (1951 -)
- Václav Hlavatý (1894 – 1969)

## J
- Karel Janeček (1973 –)
- Vladimír Janovský
- Karl Jelinek (1822 – 1876) (češko-avstrijski)
- Vojtěch Jarník (1897 – 1970)

## K
- Vladimír Knichal (1908 – 1974)
- Jaroslav Kurzweil (1926 – 2022)

## L
- Matyáš Lerch (1860 – 1922)
- Kar(e)l Löwner (1893 – 1968) (češ./nem.-amer.) (Charles Loewner)

## N
- Josip Nejedli (1821 – 1919) (češko-slovenski)

## P
- Karel Petr (1868 – 1950)
- Johannes Praetorius (Johann Richter) (1537 – 1616)
- Vlastimil Pták (1925 – 1999)

## R
- Václav Karel Řehořovský (1849 – 1911)
- Karel Rychlík (1885 – 1968)

## Š
- Jan Šindel (1370 – 1443)
- Antonín Václav Šourek (1857 – 1926, Sofija)

## T
- Olga Taussky-Todd (1906 – 1995)
- Viktor Trkal ?

## V
- Miloslav Valouch (1903 – 1976)
- Petr Vopěnka (1935 – 2015)

## W
- Emil Weyr (1848 – 1894)
- Eduard Weyr (1852 – 1903)

## Z
- Karel Zahradnik (1868 – 1946)